# Американо-сьерра-леонские отношения
Американо-сьерра-леонские отношения — двусторонние дипломатические отношения между Сьерра-Леоне и Соединенными Штатами.

## История
Отношения между США и Сьерра-Леоне берут начало с миссионерской деятельности в 19 веке. В 1959 году было открыто консульство во Фритауне, преобразованное в дипмиссию с обретением Сьерра-Леоне независимости в 1961 году.
На 2006 год объём помощи США составлял 29,538 млн долларов США, в основном ресурсы направлялись на борьбу с ВИЧ/СПИДом, достижение гражданского мира и развитие человеческого капитала.
На 2021 год послом США в Сьерра-Леоне является Дэвид Раймер. Посольство расположено в Вашингтоне.